# بغونيات
بغونيات (الاسم العلمي Begoniaceae)، فصيلة نباتية مزهرة من ذوات الفلقتين وتضم وحوالي 1825 نوعًا أعطانها المناطق شبه الاستوائية والمدارية في كلاً من العالم الجديد والعالم القديم. ما عدا نوع واحد موجود في جنس البغونية. (Hillebrandia يُعد نوع وحيد الطراز والجنس) هو متوطن في جزر هاواي.
نباتاتها عشبية حولية أو معمرة. أنواعها منها الزراعية المأكولة تطبخ كالحماض لانها حامضة مثله ومنها طبية جزيلة النفع وبعضها تزييني جميل الاوراق والازهار.